# Saint-Victor-de-Chrétienville
Saint-Victor-de-Chrétienville is een gemeente in het Franse departement Eure (regio Normandië) en telt 409 inwoners (2004). De plaats maakt deel uit van het arrondissement Bernay.

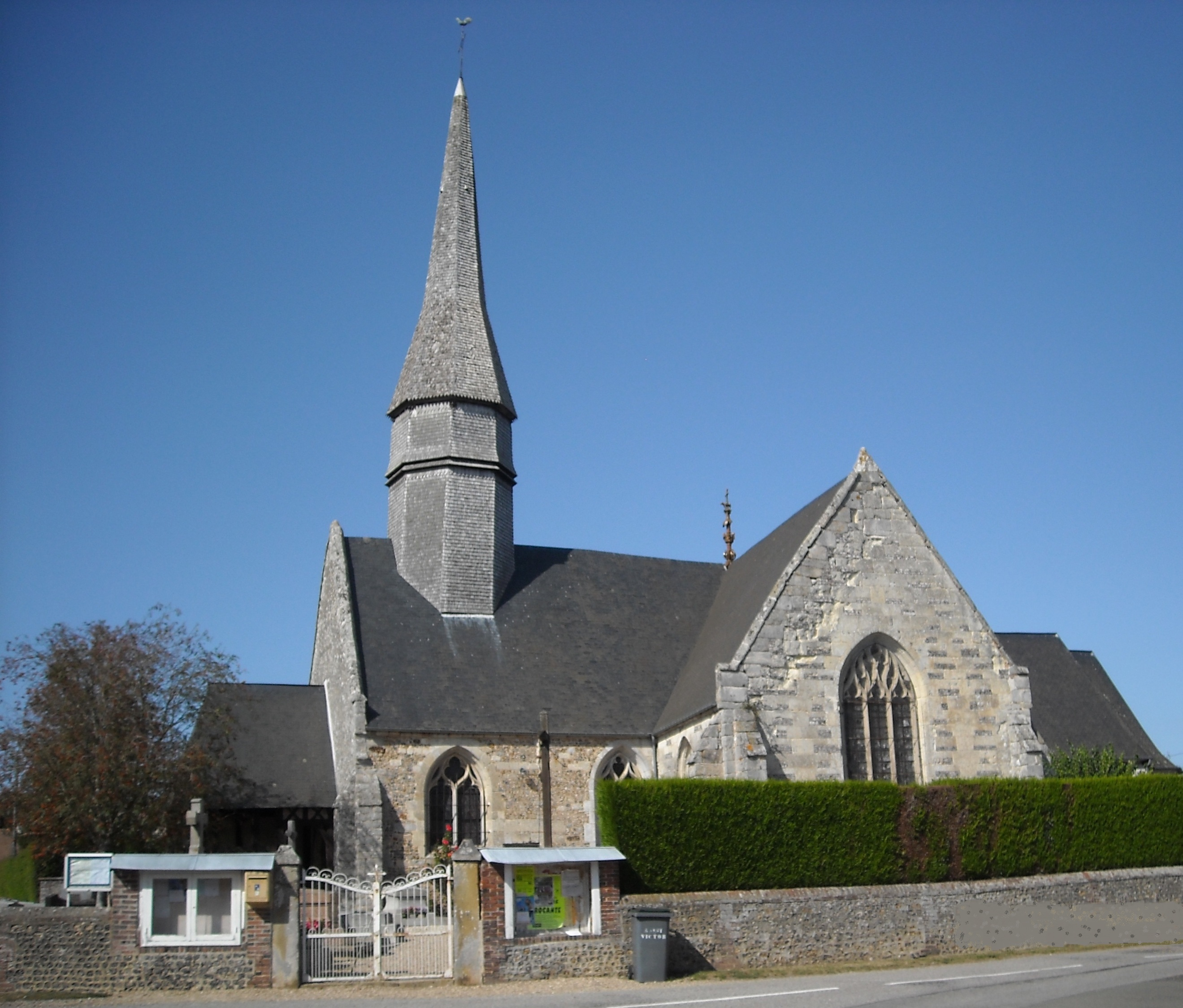
Kerk van Saint-Victor-de-Chrétienville
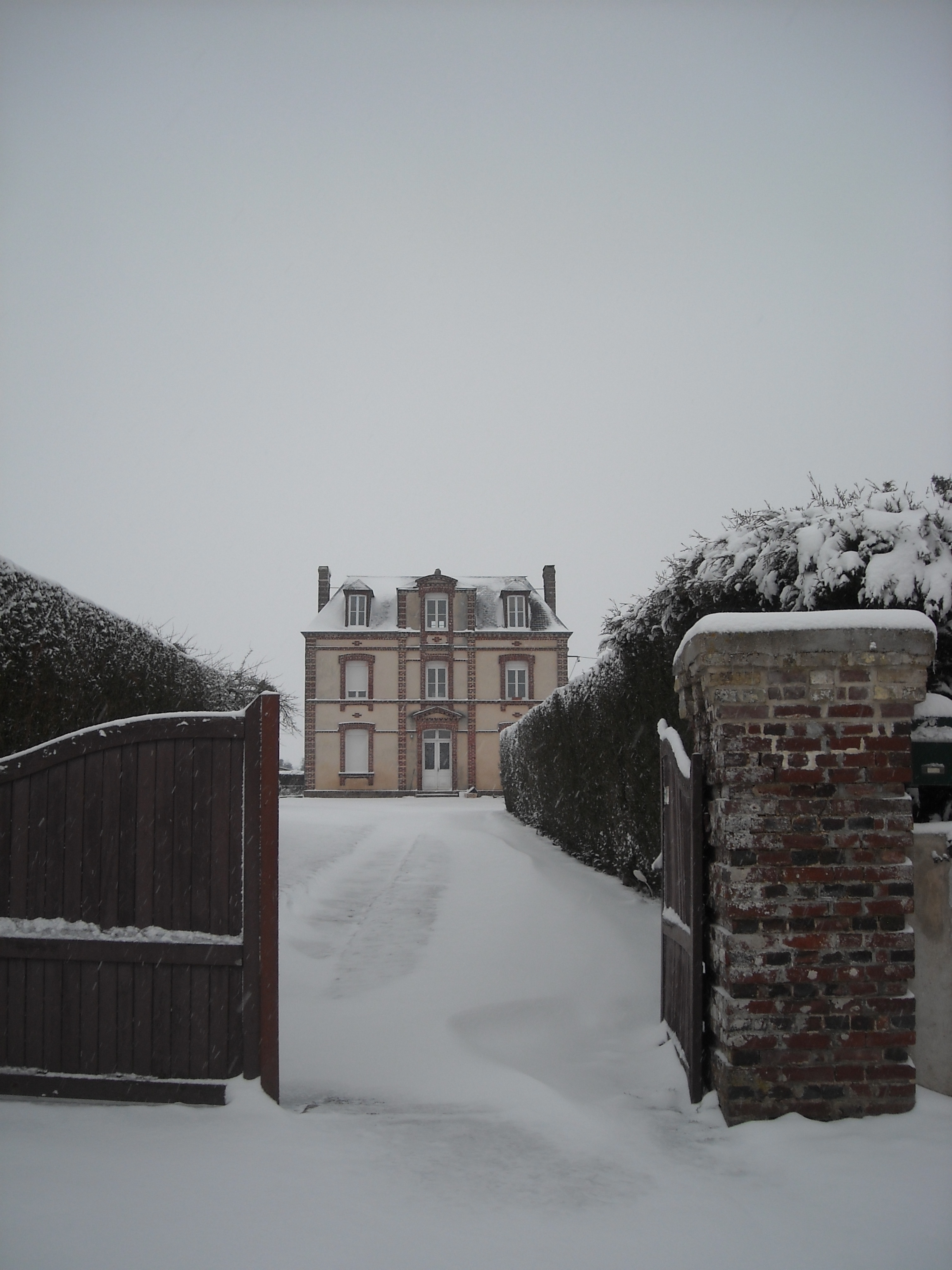
Voormalige pastorie

## Geografie
De oppervlakte van Saint-Victor-de-Chrétienville bedraagt 5,8 km², de bevolkingsdichtheid is 70,5 inwoners per km².
De onderstaande kaart toont de ligging van Saint-Victor-de-Chrétienville met de belangrijkste infrastructuur en aangrenzende gemeenten.

## Demografie
Onderstaande figuur toont het verloop van het inwonertal (bron: INSEE-tellingen).

1. ↑  Populations de référence 2022.